# Aspergillus longivesica
Aspergillus longivesica är en svampart som beskrevs av L.H. Huang & Raper 1971. Aspergillus longivesica ingår i släktet Aspergillus och familjen Trichocomaceae.   Inga underarter finns listade i Catalogue of Life.